# メタノールデヒドロゲナーゼ
メタノールデヒドロゲナーゼ（methanol dehydrogenase）は、メタン代謝酵素の一つで、次の化学反応を触媒する酸化還元酵素である。
メタノール + NAD+ {\displaystyle \rightleftharpoons } ホルムアルデヒド + NADH + H+
反応式の通り、この酵素の基質はメタノールとNAD+、生成物はホルムアルデヒドとNADHとH+である。
組織名はmethanol:NAD+ oxidoreductaseである。